# Wapen van Appeltern
Het wapen van Appeltern toont het wapen van de voormalige gemeente Appeltern. De gemeente werd met het wapen bevestigd bij Koninklijk Besluit op 11 januari 1867. De omschrijving luidt:
"Een gekroond schild van goud beladen met een Sint Andrieskruis, geschakeerd van keel en zilver en omgeven van het randschrift ""gemeente Appeltern - provincie Gelderland."

## Geschiedenis
De beschrijving maakt geen melding dat de kroon boven het schild een gravenkroon is. Op de registertekening van de Hoge Raad van Adel ontbreekt op haar beurt weer het randschrift. Het familiewapen Van Appeltern werd door de toenmalig burgemeester ontdekt in het vijfde vensterglas van de Grote Kerk te Gouda. De oorsprong en geschiedenis van het wapen is onbekend. Een oude afbeelding (voor 1405) van het wapen werd opgenomen in het Wapenboek Beyeren. Het is allerminst zeker of het familiewapen Van Appeltern tevens het wapen van de heerlijkheid Appeltern was.
Op 1 januari 1984 werd de gemeente opgeheven en toegevoegd bij Wamel. Er werden geen elementen van Appeltern overgenomen in het wapen van Wamel, of in het wapen van West Maas en Waal waarin de gemeentenaam werd gewijzigd op 1 juli 1985.
Aalst · 
Ammerzoden · 
Angerlo · 
Appeltern · 
Batenburg · 
Beesd · 
Beltrum · 
Bemmel · 
Bergharen · 
Bergh · 
Beusichem · 
Borculo · 
Brakel · 
Buurmalsen · 
Deil · 
Didam · 
Dinxperlo · 
Dodewaard ·
Doornspijk ·
Dreumel ·
Driel ·
Echteld ·
Eibergen ·
Elst ·
Est en Opijnen ·
Everdingen ·
Ewijk ·
Gameren ·
Geesteren · 
Geldermalsen · 
Gendringen · 
Gendt ·
Groenlo ·
Groesbeek ·  
Haaften ·
Hedel ·
's-Heerenberg ·
Heerewaarden ·
Hemmen ·
Hengelo ·
Herwen en Aerdt ·
Herwijnen ·
Heteren ·
Heukelum ·
Hoevelaken ·
Horssen ·
Huissen ·
Hummelo en Keppel ·
Hurwenen  ·
Kerkwijk ·
Keppel ·
Kesteren ·
Laren · 
Lichtenvoorde ·
Lienden ·
Lingewaal · 
Maurik ·
Millingen aan de Rijn ·
Nederhemert ·
Neede ·
Neerijnen ·
Netterden ·
Niftrik ·
Nijbroek ·
Ophemert ·
Overasselt ·
Pannerden ·
Poederoijen · 
Renkum ·
Rijnwaarden ·
Rossum ·
Ruurlo ·
Steenderen ·
Terborg ·
Twello ·
Ubbergen ·
Valburg ·
Varik ·
Vorden ·
Vuren ·
Waardenburg ·
Wadenoijen ·
Wamel ·
Wehl ·   
Warnsveld ·
Wisch ·
Zeddam ·
Zelhem ·
Zoelen ·
Zuilichem 

Dorps-, heerlijkheids- en stadswapens: 

Acquoy 
· Baak 
· Barlham 
· Bredevoort 
· Doreweerd 
· Elden
· Enspijk 
· Gellicum 
· Groessen 
· Hakfort 
· Hellouw 
· IJzendoorn 
· Kell  
· Lede en Oudewaard 
· Lichtenberg 
· Loil 
· Maasbommel 
· Meijnerswijk 
· Meteren 
· Middagten 
· Rhenoy 
. Rumpt
· Tricht 
· Verwolde 
· Wildenborch